# نورة العميري (راكبة دراجات)
نورة العميري (ولدت في 22 أكتوبر 1988) وهي راكبة دراجات كويتية، وقد شاركت في سباق الدراجات على الطريق للنساء في بطولة العالم لسباق الدراجات على الطريق والتي تم تنظيمها بواسطة الاتحاد الدولي للدراجات عام 2016، لكنها لم تنه السباق.

## وصلات خارجية
- نورة العميري (راكبة دراجات) على موقع الاتحاد الدولي للدراجات (الإنجليزية)
- نورة العميري (راكبة دراجات) على موقع إحصائيات الدراجات الإحترافية (الإنجليزية)

لمحة عن نورة العميري  على موقع ProCyclingStats  -  (برو  سايكلنج  ستاتس) - إحصاءات  محترفي  الدراجات.